# Lissonota fuscifacies
Lissonota fuscifacies är en stekelart som beskrevs av Dali Chandra och Gupta 1977. Lissonota fuscifacies ingår i släktet Lissonota och familjen brokparasitsteklar. Inga underarter finns listade i Catalogue of Life.